# Seznam makedonskih tenisačev
Seznam makedonskih tenisačev.

## B
- Suzi Becvinovska

## D
- Biljana Dimovska

## G
- Lina Gorčeska

## J
- Tomislav Jotovski

## K
- Aleksandar Kitinov

## L
- Marina Lazarovska

## M
- Lazar Magdinčev
- Elena Manevska
- Irena Mihailova

## R
- Predrag Rusevski

## S
- Magdalena Stoilkovska

## T
- Biljana Trpeska